# Sowjetarmee-Pokal 1961/62
Der Sowjetarmee-Pokal 1961/62 war die 22. Austragung des Pokalwettbewerbs im Fußball in Bulgarien. Pokalsieger wurde ASK Botew Plowdiw. Das Team setzte sich im Finale gegen FD Dunaw Russe durch. Durch den Sieg qualifizierte sich Botew für den Europapokal der Pokalsieger 1962/63.

## Modus
Bis auf das Finale wurden die Begegnungen in Hin- und Rückspiel entschieden. Bei Torgleichheit in einem bzw. beiden Spielen wurde der Sieger im Elfmeterschießen ermittelt. Wenn nach jeweils acht Elfmetern kein Sieger feststand, wurde gelost.

## Teilnehmer
| - SFD Akademik Swischtow - Arda Kardschali - FD Balkan Gabrowo - Belasiza Petritsch - Benkowski Widin - DFS Beroe Stara Sagora - ASK Botew Plowdiw - FC Botew Wraza | - Dobrudscha Tolbuchin - Dorostol Silistra - FD Dunaw Russe - Lewski Lewskigrad - FD Lewski Sofia - FD Lokomotive Sofia - DFS Lokomotive Plowdiw - DTK 1. Mai Warna | - DFS Marek Stanke Dimitrow - Minjor Kjustendil - Minjor Dimitrowo - Nikolaj Laskow Jambol - FK Petar Bonew Peruschtiza - Raketa Gabrowo - Rosowa Dolina Kasanlak - FD Slawia Sofia | - DFS Spartak Plewen - DFS Spartak Plowdiw - Spartak Sofia - Spartak Warna - DFS Torpedo Dimitrowgrad - SD Tscherno More Warna - FK Wolow Kolarowgrad - ZDNA Sofia |

## 1. Runde
| Datum             |                        | Gesamt          |                            | Hinspiel | Rückspiel |
| ----------------- | ---------------------- | --------------- | -------------------------- | -------- | --------- |
| 27.01./17.02.1962 | Rakowski Dimitrowgrad  | 2:4             | FD Slawia Sofia            | 1:1      | 1:3       |
| 27.01./17.02.1962 | Lewski Lewskigrad      | 2:5             | ASK Botew Plowdiw          | 1:1      | 1:4       |
| 27.01./17.02.1962 | DFS Spartak Plewen     | 1:0             | SFD Akademik Swischtow     | 1:0      | 0:0       |
| 27.01./17.02.1962 | FK Wolow Kolarowgrad   | 0:6             | SD Tscherno More Warna     | 0:1      | 0:5       |
| 27.01./17.02.1962 | FC Botew Wraza         | 3:2             | FD Lokomotive Sofia        | 2:0      | 1:2       |
| 27.01./17.02.1962 | DFS Spartak Plowdiw    | 8:3             | Nikolaj Laskow Jambol      | 7:0      | 1:3       |
| 27.01./17.02.1962 | Minjor Kjustendil      | 1:8             | Minjor Dimitrowo           | 1:3      | 0:5       |
| 27.01./17.02.1962 | Arda Kardschali        | 5:8             | DFS Beroe Stara Sagora     | 3:4      | 2:4       |
| 27.01./17.02.1962 | Raketa Gabrowo         | 1:5             | Benkowski Widin            | 0:1      | 1:4       |
| 27.01./17.02.1962 | Belasiza Petritsch     | 1:7             | DFS Marek Stanke Dimitrow  | 1:2      | 0:5       |
| 27.01./17.02.1962 | Spartak Warna          | 5:0             | Dorostol Silistra          | 1:0      | 4:0       |
| 27.01./17.02.1962 | DTK 1. Mai Warna       | 0:3             | FD Dunaw Russe             | 0:2      | 0:1       |
| 27.01./18.02.1962 | FD Balkan Gabrowo      | 2:6             | FD Lewski Sofia            | 2:4      | 0:2       |
| 27.01./24.02.1962 | ZDNA Sofia             | 13:00           | FK Petar Bonew Peruschtiza | 13:00    | 0:0       |
| 27.01./24.02.1962 | DFS Lokomotive Plowdiw | 2:3             | Dobrudscha Tolbuchin       | 1:0      | 1:3       |
| 28.01./17.02.1962 | Spartak Sofia          | 1:1 (4:3 i. E.) | Rosowa Dolina Kasanlak     | 1:1      | 0:0       |

## Achtelfinale
| Datum             |                        | Gesamt          |                           | Hinspiel | Rückspiel |
| ----------------- | ---------------------- | --------------- | ------------------------- | -------- | --------- |
| 08.04./18.04.1962 | Benkowski Widin        | 0:1             | FD Lewski Sofia           | 0:1      | 0:0       |
| 08.04./22.04.1962 | DFS Beroe Stara Sagora | 2:1             | Spartak Warna             | 1:0      | 1:1       |
| 08.04./22.04.1962 | Minjor Dimitrowo       | 4:5             | DFS Spartak Plowdiw       | 4:2      | 0:3       |
| 08.04./22.04.1962 | ASK Botew Plowdiw      | 3:1             | DFS Spartak Plewen        | 2:0      | 1:1       |
| 08.04./22.04.1962 | FD Slawia Sofia        | 4:4 (4:5 i. E.) | DFS Marek Stanke Dimitrow | 3:1      | 1:3       |
| 18.04./29.04.1962 | FD Dunaw Russe         | 4:2             | FC Botew Wraza            | 3:0      | 1:2       |
| 18.04./02.05.1962 | Spartak Sofia          | 4:2             | Dobrudscha Tolbuchin      | 2:1      | 2:1       |
| 14.05./17.05.1962 | SD Tscherno More Warna | 3:2             | ZDNA Sofia                | 3:0      | 0:2       |

## Viertelfinale
| Datum             |                           | Gesamt          |                        | Hinspiel | Rückspiel |
| ----------------- | ------------------------- | --------------- | ---------------------- | -------- | --------- |
| 13.05./23.05.1962 | ASK Botew Plowdiw         | 6:4             | Spartak Sofia          | 3:2      | 3:2       |
| 20.05./23.05.1962 | FD Lewski Sofia           | 2:5             | DFS Spartak Plowdiw    | 2:0      | 0:5       |
| 20.05./24.05.1962 | DFS Marek Stanke Dimitrow | 2:2 (4:5 i. E.) | DFS Beroe Stara Sagora | 1:2      | 1:0       |
| 20.05./24.05.1962 | SD Tscherno More Warna    | 1:2             | FD Dunaw Russe         | 1:1      | 0:1       |

## Halbfinale
| Datum             |                        | Gesamt |                     | Hinspiel | Rückspiel |
| ----------------- | ---------------------- | ------ | ------------------- | -------- | --------- |
| 03.06./10.06.1962 | ASK Botew Plowdiw      | 5:2    | DFS Spartak Plowdiw | 1:1      | 4:1       |
| 03.06./10.06.1962 | DFS Beroe Stara Sagora | 1:4    | FD Dunaw Russe      | 1:1      | 0:3       |

## Finale
| Paarung           | ASK Botew Plowdiw – FD Dunaw Russe |
| Ergebnis          | 3:0 (1:0) |
| Datum             | 12. August 1962 |
| Stadion           | Wassil-Lewski-Stadion, Sofia |
| Zuschauer         | 20.000 |
| Schiedsrichter    | Kostadin Dinow |
| Tore              | 1:0 Dinko Dermendschiew (33.) 2:0 Georgi Charalampiew (53.) 3:0 Georgi Tschakarow (76.) |
| ASK Botew Plowdiw | Michail Karuschkow (83. Georgi Najdenow) – Rajno Panajotow, Georgi Tschakarow , Widin Apostolow, Iwan Sanew – Rajko Stojnew, Dinko Dermendschiew – Georgi Asparuchow, Iwan Sotirow, Georgi Charalampiew, Georgi Popow (73. Stoitschko Peschew) Cheftrainer: Georgi Genow |
| FD Dunaw Russe    | Sawa Simeonow – Dobri Dobtschew, Iwan Mintschew, Petar Penew – Dimitar Boschidarow, Swetoslaw Kirtschew, Ljubomir Malinow, Petar Florow (46. Georgi Dimow), Nikola Jordanow , Wassil Rassolkow, Remsi Nuriew Cheftrainer: Dimitar Mutafatschiew                          |